# Moïse Schwab

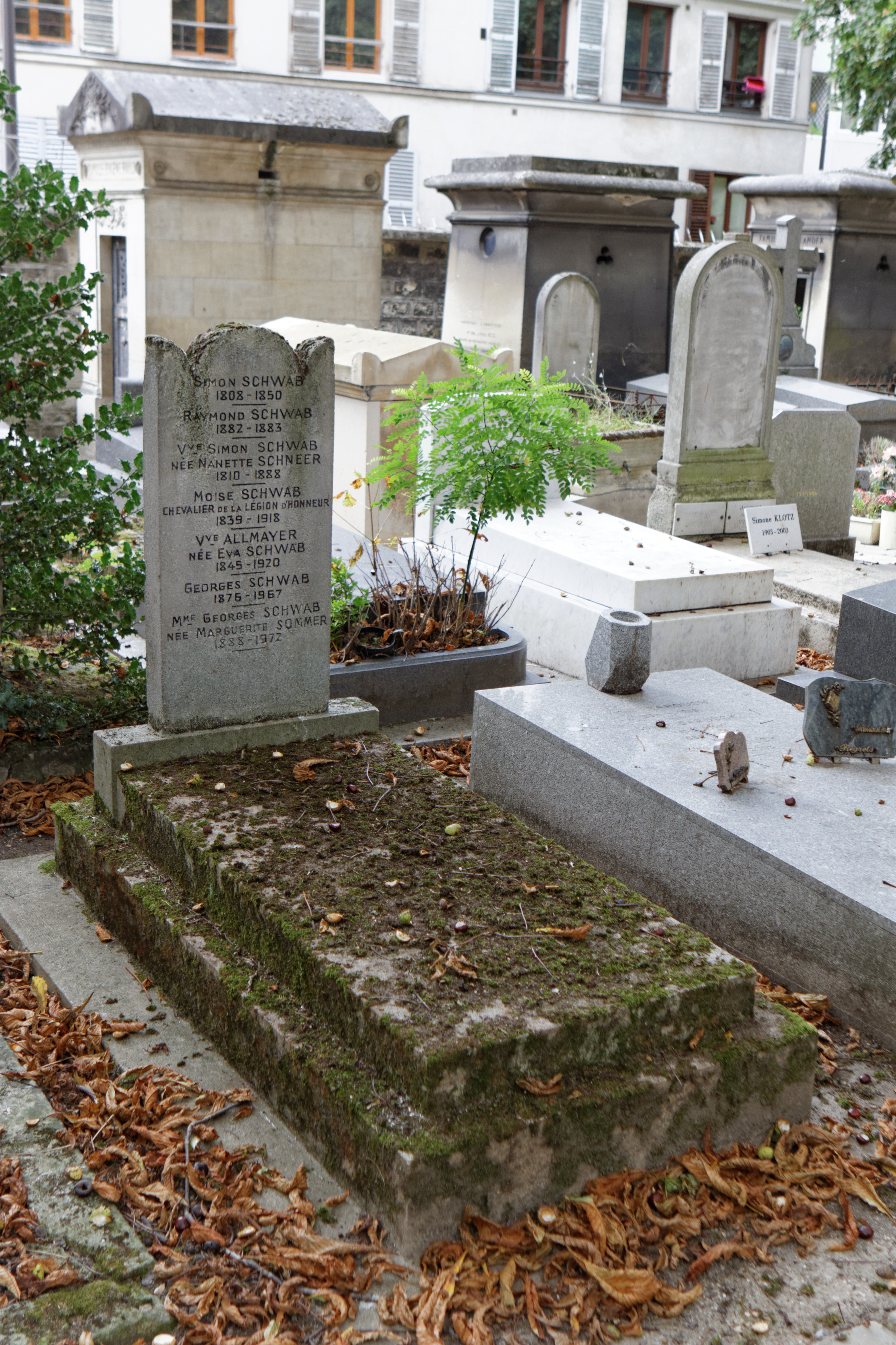
Grab der Familie Schwab auf Père-Lachaise

Moïse Schwab (* 18. September 1839 in Paris; † 8. Februar 1918 ebenda) war ein französischer jüdischer Gelehrter, Übersetzer und Bibliothekar. Nach einer Ausbildung an einer jüdischen Schule in Straßburg arbeitete er von 1857 bis 1866 als Sekretär von Salomon Munk, darauf für ein Jahr als Gerichtsübersetzer in Paris und schließlich ab 1868 als Bibliothekar an der französischen Nationalbibliothek. Sein Hauptwerk ist eine französische Übersetzung des palästinischen Talmud (Le Talmud de Jerusalem, 11 Bände, 1871 ff.).
Schwab war Chevalier de la Légion d’Honneur (Ch. LH) der französischen Ehrenlegion.